# Exposé des motifs

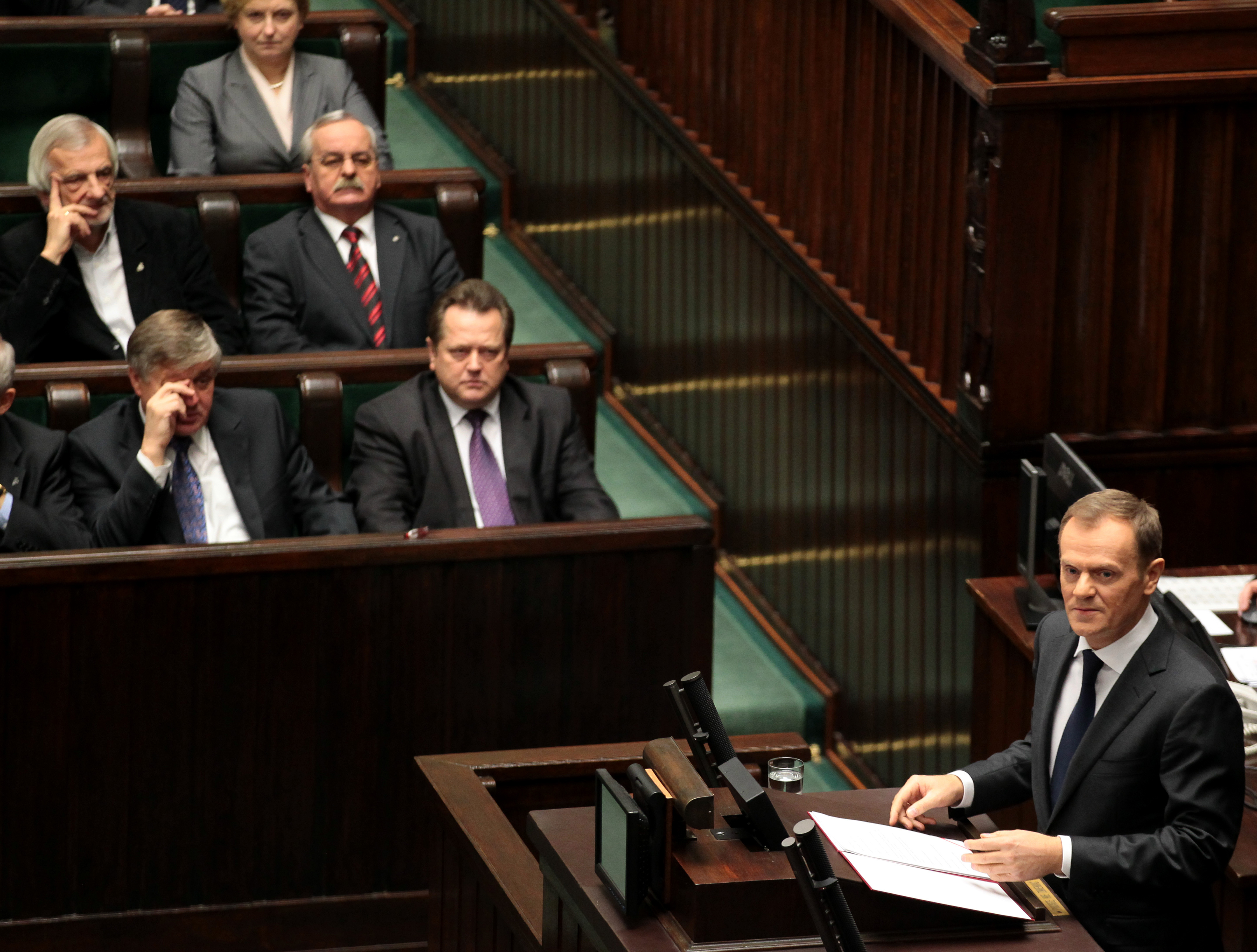
Donald Tusk présentant son exposé dans la salle d'assemblée du Sejm, 18 novembre 2011.

 (février 2025).
Si vous disposez d'ouvrages ou d'articles de référence ou si vous connaissez des sites web de qualité traitant du thème abordé ici, merci de compléter l'article en donnant les références utiles à sa vérifiabilité et en les liant à la section « Notes et références ».
 (février 2025).
La mise en forme du texte ne suit pas les recommandations de Wikipédia : il faut le « wikifier ».
Les points d'amélioration suivants sont les cas les plus fréquents. Le détail des points à revoir est peut-être précisé sur la page de discussion.
- Les titres sont pré-formatés par le logiciel. Ils ne sont ni en capitales, ni en gras.
- Le texte ne doit pas être écrit en capitales (les noms de famille non plus), ni en gras, ni en italique, ni en « petit »…
- Le gras n'est utilisé que pour surligner le titre de l'article dans l'introduction, une seule fois.
- L'italique est rarement utilisé : mots en langue étrangère, titres d'œuvres, noms de bateaux, etc.
- Les citations ne sont pas en italique mais en corps de texte normal. Elles sont entourées par des guillemets français : « et ».
- Les listes à puces sont à éviter, des paragraphes rédigés étant largement préférés. Les tableaux sont à réserver à la présentation de données structurées (résultats, etc.).
- Les appels de note de bas de page (petits chiffres en exposant, introduits par l'outil «  Source ») sont à placer entre la fin de phrase et le point final[comme ça].
- Les liens internes (vers d'autres articles de Wikipédia) sont à choisir avec parcimonie. Créez des liens vers des articles approfondissant le sujet. Les termes génériques sans rapport avec le sujet sont à éviter, ainsi que les répétitions de liens vers un même terme.
- Les liens externes sont à placer uniquement dans une section « Liens externes », à la fin de l'article. Ces liens sont à choisir avec parcimonie suivant les règles définies. Si un lien sert de source à l'article, son insertion dans le texte est à faire par les notes de bas de page.
- La présentation des références doit suivre les conventions bibliographiques. Il est recommandé d'utiliser les modèles {{Ouvrage}}, {{Chapitre}}, {{Article}}, {{Lien web}} et/ou {{Bibliographie}}. Le mode d'édition visuel peut mettre en forme automatiquement les références.
- Insérer une infobox (cadre d'informations à droite) n'est pas obligatoire pour parachever la mise en page.

Pour une aide détaillée, merci de consulter Aide:Wikification.
Si vous pensez que ces points ont été résolus, vous pouvez retirer ce bandeau et améliorer la mise en forme d'un autre article.
En droit français, l'exposé des motifs est la partie d'un projet de loi ou d'une proposition de loi, ou d'un acte réglementaire, qui indique « de manière simple et concise, les raisons pour lesquelles ce [texte est adopté/proposé], l'esprit dont il procède, les objectifs qu'il se fixe et les modifications qu'il apporte au droit existant ». Il « constitue l'un des éléments des travaux préparatoires, auquel le juge peut se référer en cas de doute sur les intentions du législateur (CE, 12 mars 1975, Sieur Bailly, Rec. p. 183) ».
Les équivalents de l'exposé des motifs pour les projets de décret et d'ordonnance sont les rapports ou rapports de présentation.
L'exposé des motifs, au sens strict, ne doit donc pas être confondu avec la partie d'une décision administrative ou judiciaire, les motifs, qui justifie le dispositif.

## Présentation
Les règles qui président à la rédaction et à la présentation de l'exposé des motifs sont en 2006 fixées par une circulaire du 1er juillet 2004 (non publiée au JO mais néanmoins disponible sur Légifrance, voir ci-dessous) (pour la liste des textes antérieurs, voir l'article sur ServiceDoc Info).
Le paragraphe 1.2 est consacré explicitement à l'exposé des motifs et au rapport de présentation.

### L'exposé des motifs des projets de loi
- L'exposé des motifs d'un projet de loi est généralement composé de deux parties : la première est consacrée à la présentation générale du texte, la seconde est consacrée à la présentation du texte article par article (ou, à défaut, d'une partie de la loi : titre ou chapitre par exemple).

- Pour les projets de loi de codification, la circulaire du 30 mai 1996 précise que les rapporteurs particuliers de la Commission supérieure de codification assistent les services de l'État pour la rédaction de leur exposé des motifs.

- Les projets de loi modifiant une loi codifiée doivent quant à eux, selon le paragraphe 2.1.1.3 de la circulaire du 1er juillet 2004, contenir un exposé des motifs particuliers pour chaque article. Cet exposé des motifs spécial a pour but d'expliquer "la portée des modifications ou des adjonctions introduites dans le code en vigueur" par la loi modificatrice.

- Pour les projets de loi modifiant une loi antérieure, la circulaire du 1er juillet 2004 précise au § 1.2.1 que l'exposé des motifs de la loi modificatrice doit exposer clairement la nature et la portée des modifications.

- Les 'projets de loi « portant dispositions diverses relatives à »' (dits « D.D.O. ») doivent selon la même circulaire de 2004 (paragraphe 2.3) faire l'objet d'un exposé des motifs dès la transmission du projet au secrétariat général du gouvernement, et ce article par article.

### L'exposé des motifs des propositions de loi
Actualité à l'Assemblée Nationale http://www.assemblee-nationale.fr/14/propositions/pion0739.asp, visant à introduire cette pratique.
cf http://lemondedudroit.fr/droit-a-secteur-public/administratif/171748-etude-dimpact-jointes-aux-propositions-de-lois-discutees-en-seance-publique-depot-a-lan.html

### L'exposé des motifs des amendements législatifs du gouvernement
Le gouvernement dispose en vertu de l'article 44 de la Constitution du droit d'amendement sur tout projet ou proposition de loi débattu au Parlement. En conséquence, la circulaire du 1er juillet 2004 (paragraphe 5.1.7) prévoit un exposé des motifs dans ce cas, sauf à considérer que l'amendement se suffisant à lui-même, il n'y a pas lieu d'exposer des motifs.

### L'exposé des motifs des ordonnances
L'ordonnance du 20 février 2004 relative aux modalités et effets de la publication des lois et de certains actes administratifs, modifiée par l'article 78 XIII de la loi no 2004-1343 du 9 décembre 2004, dispose dans son article 2 que les rapports de présentation des ordonnances sont systématiquement publiés.

### L'exposé des motifs des ordonnances et décrets du président de la République
Le président de la République préside le Conseil des ministres (article 9 de la Constitution du 4 octobre 1958). La Constitution, dans son article 13 1er alinéa, prévoit également qu'il signe les ordonnances et les décrets délibérés en conseil des ministres (pour les premières, la Constitution à son article 38 alinéa 2 ajoute d'ailleurs explicitement qu'elles sont prises en conseil des ministres). La Constitution prévoit en outre qu'un certain nombre d'agents publics et de hauts fonctionnaires sont nommés en conseil des ministres par le chef de l'État (article 13, alinéas 2, 3 et 4). La circulaire du 1er juillet 2004 prévoit donc les formules de civilités des rapports présentés au chef de l'État et mentionne explicitement le fait que l'exposé des motifs dans ce cas n'est ni daté ni signé.

### L'exposé des motifs des décrets et arrêtés du Premier ministre
- La circulaire du 1er juillet 2004 prévoit que ces textes sont systématiquement précédés d'un exposé des motifs et précise son objet : but du texte et nature du dispositif créé, raisons des modifications de l'état du droit et régime des règles prises en ce sens, présentation des articles essentiels (avec un dispositif spécial pour les mesures nominatives).

- La circulaire ajoute que "pour les textes comportant une incidence pratique sur la vie quotidienne des administrés", le rapport de présentation doit décrire précisément les mesures adoptées et les conditions à remplir pour que les administrés puissent bénéficier des mesures décidées, ce pour "permettre aux services d’information des ministères concernés d’assurer leur mission". Les rapports de présentation adressés au Premier ministre sont donc également destinés à servir de guide d'interprétation du texte aux différents départements ministériels concernés par ce dernier.

- La publication de l'exposé des motifs n'est pas systématique. Elle est laissée dans le silence de la loi à l'appréciation du secrétariat général du gouvernement si le texte entraîne d'importantes modifications juridiques. Dans certains cas, la publication est imposée par des textes spéciaux (comme par exemple en matière de communication : articles 27 et 48 de la loi 86-1067 du 30 septembre 1986 modifiée relative à la liberté de communication).

- Comme pour le chef de l'État, la circulaire prévoit les formules de civilités des rapports présentés au Premier ministre et mentionne explicitement là encore le fait que l'exposé des motifs n'est ni daté ni signé.

### Évolution
Une circulaire du 26 janvier 1998 (voir ci-dessous), qui rendait obligatoire une étude d'impact pour les projets de loi et de décrets réglementaires en Conseil d'État à partir du 1er février 1998, recommandait de réduire le contenu de l'exposé des motifs en proportion. Mais cette circulaire, n'ayant pas eu les effets escomptés, n'a pas entraîné de modifications importantes des exposés des motifs de ces lois et décrets. Les circulaires des 26 août et 30 septembre 2003 (voir ci-dessous) ont d'ailleurs prévu une étude d'impact au cas par cas.
Une proposition de loi constitutionnelle visant à modifier l'article 39 de la Constitution a été déposée au Sénat le 4 mai 2006 et publiée sur le site du Sénat le 10 mai 2006, accompagnée d'une proposition de loi organique du même jour visant à préciser les règles relatives au dépôt des projets de loi et à la procédure législative ; ces propositions ambitionnent d'obliger le pouvoir exécutif à réaliser une étude d'impact pour tout projet de loi.
Le gouvernement quant à lui avait dans une communication en conseil des ministres du 27 juillet 2005, par le ministre délégué au Budget et à la Réforme de l’État, porte-parole du gouvernement, et relative à la réforme de l'État, indiqué que le secrétariat général du gouvernement était mandaté pour développer les études d’impact.
Le 26 juillet 2006, le premier ministre est à nouveau intervenu sur le sujet dans une communication en conseil des ministres, relative cette fois à l'application des lois. À cette occasion, il a en effet demandé aux ministres d’accompagner systématiquement leurs avant-projets de loi d’une étude d’impact.

## Conséquences
L'exposé des motifs n'est pas en tant que tel soumis à la discussion du Parlement lors de la procédure législative, que ce soit pour un projet de loi ou une proposition de loi. Il est par contre de plus en plus une source des obligations (au moins théorique) pour le gouvernement. Le juge y a recours, de manière peut-être plus déterminante, pour interpréter la loi et, plus généralement, dégager le sens à donner à une règle de droit qui en découle.

### Sur la normativité de la loi
La circulaire du 1er juillet 2004 rappelle dans son paragraphe 2.1.1.1 que les lois n'ont pas pour objet de contenir dans leur dispositif "[l]es raisons pour lesquelles elles sont soumises au Parlement, l’esprit dont elles procèdent, les objectifs qu’elles se fixent". C'est au contraire précisément le but qui doit être rempli par leur exposé des motifs.

### Sur la qualité de la réglementation
Du point de vue de la légistique, la circulaire du 30 septembre 2003 relative à la qualité de la réglementation prévoit qu'à compter du mois de mars 2004, l'exposé des motifs indique « les mesures prises, lors de la préparation du texte, en application de la charte de qualité » et doit faire apparaître « la nature des consultations réalisées (consultation du public, des organismes professionnels du secteur, des collectivités territoriales, des services chargés de l'application ou du contrôle de la réglementation) ».

### Sur l'interprétation de la règle de droit
Du point de vue du contentieux, le juge a recours à l'exposé des motifs quand il doit interpréter la loi ou préciser la règle de droit qui découle de la loi. Le Conseil d'État classe l'exposé des motifs dans l'expression plus générale "travaux préparatoires" ou "travaux parlementaires".

## Où trouver les exposés des motifs?

### Pour les projets de loi
Un projet de loi, une fois adopté par le conseil des ministres, est déposé sur le bureau de l'une des deux assemblées du Parlement. Il est alors publié sur Légifrance, onglet "Actualité juridique", rubrique "Dossiers Législatifs", sous-rubrique "Projets de loi". Il suffit ensuite de cliquer sur l'intitulé de la loi voulue, et de cliquer sur le lien Exposé des motifs.
L'assemblée parlementaire publie également l'exposé des motifs du projet de loi dont elle est saisie en première lecture. L'exposé des motifs est compris dans le texte même du projet de loi (voyez par exemple l'exposé des motifs du projet de loi constitutionnelle n°3004 complétant l'article 77 de la constitution déposé le 29 mars 2006 à l'Assemblée nationale et distribué le 3 avril suivant).

### Pour les propositions de loi
Les propositions de loi déposées par les députés et sénateurs sont systématiquement publiées sur les sites des assemblées parlementaires avec l'exposé des motifs.
- Pour l'Assemblée nationale, voyez la rubrique "Documents parlementaires puis la sous-rubrique "Propositions de loi". Il faut cliquer sur le "dossier" qui renvoie vers une page proposant un lien vers le texte de la proposition qui contient l'exposé des motifs, ou bien cliquer sur le numéro de la proposition de loi qui renvoie directement vers ce même texte.

- Pour le Sénat, (...)

### Sources officielles
- Circulairedu 1er juillet 2004 relative aux règles d’élaboration, de signature et de publication des textes au Journal officiel et à la mise en œuvre de procédures particulières incombant au Premier ministre, non publiée au JO.
- Circulaire du 30 septembre 2003 relative à la qualité de la réglementation, JO 228, 2 octobre 2003, p. 16824, texte no 1
- Circulaire du 26 août 2003 relative à la maîtrise de l'inflation normative et à l'amélioration de la qualité de la réglementation, JO 199, 29 août 2003, p. 14720, texte no 1
- Circulaire du 26 janvier 1998 relative à l'étude d'impact des projets de loi et de décret en Conseil d'État, JO 31, 6 février 1998, p. 1912
- Circulaire du 30 mai 1996 relative à la codification des textes législatifs et réglementaires, JO 129, 5 juin 1996, p. 8263, spécialement § 1.2.4
- Circulaire du 26 juillet 1995 relative à la préparation et à la mise en œuvre de la réforme de l'État et des services publics, JO 174, 28 juillet 1995, p. 11217, spécialement § 3.3

### Liens
- La définition de l' "exposé des motifs" dans le Petit lexique parlementaire de la rubrique "Connaissance de l'Assemblée" sur le site de l'Assemblée nationale, sous-rubrique "Documentation générale" (voir au mot) (voyez aussi L'encyclopédie numérique de l'Assemblée nationale, notice "L'Assemblée vote la loi", point 11, au mot)
- Fiche 3.1.1, "Exposé des motifs d'un projet de loi" dans Le Guide de Légistique sur Légifrance (fiche à jour au 6 juin 2005) (pour la fiche au format "pdf")
- Fiche 3.1.2, "Rapport de présentation d'un projet de décret ou d'un projet d'ordonnance" dans Le Guide de Légistique sur Légifrance (fiche à jour au 6 mars 2006) (pour la fiche au http://www.legifrance.gouv.fr/html/Guide_legistique/Fiche312.pdf format "pdf"])

### Ouvrages de référence
- Catherine Bergeal, Savoir rédiger un texte normatif, 5e éd., Paris, Berger-Levrault, 2004, 304 p., coll. Le point sur  (ISBN 2701314593)
- Gérard Cornu, Vocabulaire juridique, PUF, Paris, 2005, broché, 992 p.  (ISBN 2130550975)